# Jugend am Werk
Jugend am Werk ist ein gemeinnütziger Verein, der zwei gemeinnützige GmbHs betreibt. Die Jugend am Werk Bildungs:Raum GmbH ermöglicht Jugendlichen, die keine Lehrstelle finden konnten, eine Berufsausbildung. Die Jugend am Werk Sozial:Raum GmbH bietet Dienstleistungen für Menschen mit geistiger oder mehrfacher Behinderung sowie Beschäftigungstherapien an. Die Organisation ist in Wien, Niederösterreich und dem Burgenland tätig. Eigenständige Organisationen mit dem gleichen Namen existieren in der Steiermark (Jugend am Werk Steiermark) sowie in Kärnten (Jugend am Werk Kärnten). Außerdem gibt es die Jugend am Werk GmbH in Oberösterreich, eine Tochter der BBRZ-Gruppe, und die Jugend am Werk Salzburg GmbH, eine Tochter der steirischen Organisation.

## Geschichte

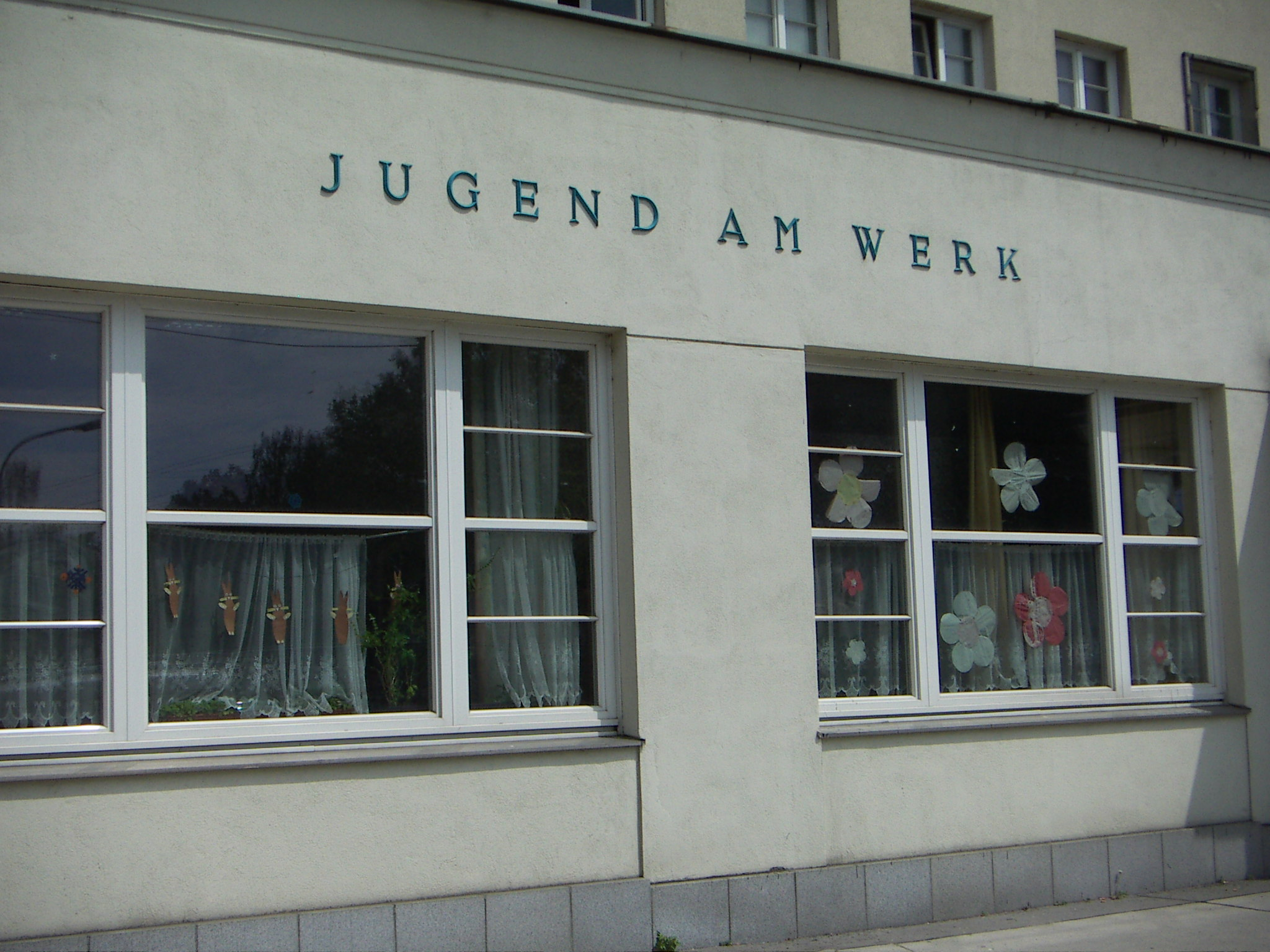
Einrichtung im Wiener Karl-Seitz-Hof

### Jugend in Not
Am 19. Dezember 1930 wurde in Wien die Organisation Jugend in Not gegründet. Das Ziel dieser Organisation war anfangs die Bekämpfung der Jugendarbeitslosigkeit, am 1. August 1932 wurden unter dem Namen Jugend am Werk Arbeitsgruppen gestartet, die arbeitslosen Jugendlichen die berufliche Aus- und Weiterbildung ermöglichen. Dieses Modell wurde auch in anderen Bundesländern übernommen. Nach der Machtübernahme von Adolf Hitler in Österreich 1938 wurden diese Organisationen aufgelöst.

### Neugründung im Jahre 1945

Ehemaliges Logo

Am 1. Juni 1945 gründete die Stadt Wien im Rahmen der Magistratsabteilung 11 (Jugendamt) Jugend am Werk. Fritz Konir vom Österreichischen Gewerkschaftsbund übernahm die erste Leitung der Organisation und Leo Mistinger wurde von der Stadtregierung damit betraut, die Organisation Jugend am Werk innerhalb der Stadt Wien aufzubauen. Mittels Flugblättern und im Radio ergingen Aufrufe an die Jugendlichen und deren Eltern, sich bei den Beratungsstellen der Aktion Jugend am Werk zu melden. Zu Beginn halfen die Jugendlichen bei der Beseitigung des Bombenschutts und später bei Ernteeinsätzen auf dem Land. Im Herbst 1945 wurden die ersten Berufsausbildungskurse in den ÖGB-Lehrwerkstätten Hellwagstraße und Hofmühlgasse aufgenommen.

### Berufsvorbereitungskurse
1948 starteten Berufsvorbereitungskurse, die vom Arbeitsamt vermittelt werden. Sie dienten den Jugendlichen als Überbrückungsmaßnahme, bis sie einen geeigneten Arbeits- oder Lehrplatz bekamen. Durch den Erfolg der Angebote stieg auch die Nachfrage nach zusätzlichen Maßnahmen bei Jugend am Werk an. Von 1948 bis 1954 wurden in den Bundesländern Jugend am Werk-Initiativen gegründet. Darunter war die 1953 in Vorarlberg vom späteren Toni-Russ-Preisträger Helmutz Lutz († 2000) gegründete Berufsvorschule Jugend am Werk.
1951 fand Felix Dvorak, später Schauspieler und Autor, als Jugendlicher Aufnahme in den Werkstätten zuerst in der Herklotzgasse, 1150 Wien, und dann in der Grundsteingasse, 1160 Wien.

### Jugend am Werk wird 1957 ein Verein
Im Jahr 1957 wurde Jugend am Werk aus der Magistratsabteilung der Stadt Wien ausgegliedert und ein eigenständiger Verein. Mitglieder des Vereins waren die Gemeinde Wien, das Bundesministerium für soziale Verwaltung, der Österreichische Gewerkschaftsbund, die Gewerkschaft der Bau- und Holzarbeiter, die Gewerkschaft der Metall- und Bergarbeiter, das heutige Arbeitsmarktservice und die Kammer für Arbeiter und Angestellte. Die ÖGB-Lehrwerkstätten für Metall- und Holzverarbeitung wurden in den Verein Jugend am Werk integriert.

### Die erste Werkstätte für Beschäftigungstherapie in Österreich
Nach der systematischen Vernichtung von Menschen mit einer geistigen Behinderung in der Zeit des Nationalsozialismus gab es 1945 nur wenige behinderte Menschen, die der Aktion T4 entkommen konnten. Erst als eine neue Generation heranwuchs, gab es auch wieder Kinder mit einer geistigen Behinderung, die zu Jugendlichen heranwuchsen. Da es kaum Angebote zur Schul- und Berufsbildung für diese jungen Menschen gab, stellte sich Jugend am Werk dieser neuen Herausforderung und errichtet 1958 gemeinsam mit dem Arbeitsamt und dem Wiener Stadtschulrat drei Arbeitsgruppen für junge Menschen mit geistiger Behinderung. 
Für jenen Teil der Jugendlichen mit einer geistigen Behinderung, die aus der Schule austreten und nicht für einen späteren Einstieg in das Berufsleben geeignet waren, mussten neue Angebote entwickelt werden. Damit erweiterte sich der inhaltliche Aufgabenbereich, denn bisher stand die Vorbereitung auf das Berufsleben im Vordergrund. Nun wurden Angebote entwickelt, die eine sinnvolle Beschäftigung ermöglichten. In einem ehemaligen Schulgebäude der Stadt Wien in der Kuefsteingasse 38 eröffnete Jugend am Werk im Jahr 1959 die erste Werkstätte für Beschäftigungstherapie in Österreich. Neben Kursen zur Förderung der individuellen Fähigkeiten der Jugendlichen mit geistiger Behinderung wurden bereits erste Aufträge aus der Wirtschaft entgegengenommen. 
1963 gründete Fritz Muster mit Andreas Rett in Wien die erste geschützte Werkstätte für nervenkranke Jugendliche.

### Wiener Behindertengesetz 1966
Mit der Verabschiedung des Wiener Behindertengesetzes 1966 gelang ein Quantensprung in der Betreuung von Menschen mit Behinderung in Wien. Mit Organisationen schloss die Stadt Wien Verträge ab, in denen Tagsätze als Finanzierungsgrundlage vereinbart wurden. 
In den frühen 70er Jahren wuchs der Aufgabenbereich der Behindertenhilfe rasant. Es wurden laufend neue Werkstätten eröffnet und zusätzliche Wohnheime in Betrieb genommen. In den Werkstätten wurde das Angebot ausgebaut. 

### Wohngemeinschaften
Die ersten Wohngemeinschaften für Menschen mit geistiger Behinderung wurden bei Jugend am Werk im Jahr 1984 eingerichtet. Bei dieser Wohnform leben 8–10 Personen in einer Großwohnung, die mitten in einem Wohngebiet liegt, um die Integration mit der Umgebung zu fördern.

### Berufliche Integration
1996 organisierte Jugend am Werk eine internationale Fachtagung zum Thema Berufliche Integration und startete als Pionier in Österreich mit der Integrationsbegleitung. Die Integrationsbegleiter unterstützen die Teilnehmer der Qualifizierungsprojekte von Jugend am Werk bei der Suche nach einem Arbeitsplatz und beraten die Betriebe. In den folgenden Jahren entstanden zahlreiche weitere Projekte zur Integration von Menschen mit Behinderung am allgemeinen Arbeitsmarkt, darunter die Arbeitsassistenz, das Job Coaching, Projekte zur Arbeitskräfteüberlassung und Berufsorientierung sowie der Integrationsfachdienst. Seit dem Jahr 2016 erstellt die Inklusive Lehrredaktion (in Kooperation von 2016 bis 2019 mit der Kurier (Tageszeitung) und seit 2019 in Kooperation mit dem ORF) Nachrichten in einfacher Sprache. 
Jugend am Werk beteiligte sich 1997 an einem Programm der Arbeitsgemeinschaft Wohnplätze, in dem die ersten Wohnangebote für Menschen mit Behinderung, die oft jahrelang in Psychiatrischen Krankenhäusern isoliert untergebracht waren, eingerichtet wurden. In der Sobieskigasse im 9. Bezirk richtete Jugend am Werk eine Wohngemeinschaft für diese Zielgruppe ein. Eine intensive Phase des gegenseitigen Kennenlernens begann und viele Bewohner artikulierten oft zum ersten Mal in ihrem Leben ihre eigenen Wünsche.

### Überbetriebliche Berufsausbildung
Aufgrund der abnehmenden Anzahl an Ausbildungsplätzen für Jugendliche Ende der 1990er Jahre beteiligte sich Jugend am Werk am Programm „Initiative Lehrling“ der österreichischen Bundesregierung und startete 1996 mit den so genannten Lehrlingsstiftungen und später mit Berufslehrgängen für jene Jugendlichen, die keine Lehrstelle finden konnten. Im April 2005 wurde mit der überbetrieblichen Berufsausbildung nach §30 Berufsausbildungsgesetz ein neues Modell geschaffen, mit der Jugendliche die komplette Ausbildung über die gesamte Lehrzeit bei einem Ausbildungsträger absolvieren können. Seit dem Jahr 2009 gibt es eine Ausbildungsgarantie der Bundesregierung sowie eine Wiener Ausbildungsgarantie, die Jugendlichen, die eine Ausbildung machen möchten, entweder einen Lehrplatz, eine Qualifizierung oder ein unterstützendes Beratungs- und Begleitungsangebot ermöglicht. 

### Selbst- und Mitbestimmungsinitiativen
Nach einem Vortrag von Michael Long, dem führenden Repräsentant der people first-Bewegung wurde bei Jugend am Werk im Jahr 2000 die Gruppe Vienna People First – gemeinsam ans Werk gegründet. People first steht für eine Bewegung aus den USA, die für die Selbstvertretung von Menschen mit einer Lernbehinderung eintritt.
Aufbauend auf den Erfahrungen der Zukunftskonferenz werden die Mitbestimmungsmöglichkeiten für Lehrlinge und Menschen mit Behinderung ausgebaut. So finden jährliche Lehrlingsbefragungen und regelmäßige Hausparlamente in den Werkstätten statt. Mittlerweile haben sich auch Selbstvertretungsorgane für Menschen mit Behinderung als Werkstättenrat und Wohnrat etabliert.
Im Jahr 2007 veranstaltete Jugend am Werk einen internationalen Kongress unter dem Titel Wir haben Recht(e), an dem über 300 Selbstvertreter für die Rechte von Menschen mit Lernbehinderungen teilnahmen.
Seit Juni 2020 haben die Selbstvertreter für Menschen mit Lernschwierigkeiten und Behinderung (Selbstvertreter lehnen den Begriff „geistige Behinderung“ ab) eigene Büroräumlichkeiten in der Zentrale von Jugend am Werk und seit Oktober 2019 werden alle Protokolle im Aufsichtsrat der Jugend am Werk Sozial:Raum GmbH ausschließlich in einfacher Sprache verfasst und 4 Wochen nach einer Aufsichtsratssitzung finden eigene Beiratssitzungen mit den Selbstvertretern statt, in denen alle Inhalte besprochen werden.

## Geschäftsführung seit 1945
- 1945: Fritz Konir, Österreichischer Gewerkschaftsbund
- 1945–1950: Leo Mistinger, Stadt Wien
- 1950–1966: Josef Blaszovsky
- 1966–1980: Fritz Muster
- 1980–1995: Hans Sutara
- 1995–2017: Walter Schaffraneck
- seit 2017: Brigitte Gottschall-Müller

## Struktur
Im Jahr 1957 wurde Jugend am Werk aus der Gemeinde Wien ausgegliedert und als eigener Verein organisiert. Gründungsmitglieder und Förderungsgeber im Vorstand sind die Stadt Wien, die Republik Österreich vertreten durch das Sozialministeriumservice, das Arbeitsmarktservice, die Arbeiterkammer, der Österreichische Gewerkschaftsbund und die Fachgewerkschaften Metall-Textil und Bau-Holz, sowie das Land Burgenland und der Europäische Sozialfonds. 
Seit 1. Jänner 2012 betreibt der Verein zwei gemeinnützige GmbHs, die am 14. Dezember 2018 in „Jugend am Werk Bildungs:Raum GmbH“ sowie die „Jugend am Werk Sozial:Raum GmbH“ umbenannt wurden.
Mit Jahresbeginn 2015 wurde die „REiNTEGRA Berufliche Reintegration psychische kranker Menschen in Wien gemeinnützige GmbH“ eine Tochterunternehmung der „Jugend am Werk Begleitung von Menschen mit Behinderung GmbH“. REiNTEGRA bleibt dabei ein eigenständiges Unternehmen und behält den Namen sowie den Markenauftritt bei.

## Heute
Mit 1. Jänner 2020 wurden 1732 Menschen mit Lernschwierigkeiten und Behinderung in einer Werkstätte und Tagesstruktur begleitet. In Wohneinrichtungen (Wohnhäuser, Wohngemeinschaften oder Begleitete Einzelwohnplätze) wurden 925 Menschen mit Lernschwierigkeiten und Behinderung betreut.
Rund 1000 Jugendliche, die keine Lehrstelle finden konnten, sowie 280 Erwachsene, die Bildungsabschlüsse nachholen, besuchten Aus- und Weiterbildungsmaßnahmen. Insgesamt 380 Menschen mit Lernschwierigkeiten und Behinderung oder mit psychischer Erkrankung haben Angebote zur beruflichen Integration in Anspruch genommen.
Weitere Angebote der Organisation umfassen einen Standort mit begleiteten Wohnplätzen für Menschen mit psychischen Erkrankungen (seit 2011) und fünf Standorte mit Wohngemeinschaften für insgesamt 44 Kinder und Jugendliche (seit 2012), die im Auftrag der Wiener Kinder- und Jugendhilfe (vormals Magistratsabteilung 11 Magistrat der Stadt Wien) geführt werden.
Die Organisation zählt damit zu den größten derartigen Einrichtungen in Österreich.